# Château de Cœuvres
Le château de Cœuvres est un château situé à Cœuvres-et-Valsery, dans le département de l'Aisne.

## Localisation
Le château est situé sur la commune de Cœuvres-et-Valsery, dans le département de l'Aisne, en région des Hauts-de-France.

## Historique
Marguerite de Soissons Dame de Cœuvres d'Arcy et Montigny, mariée à Jean de Villers seigneur de Dommiers vend à Jean d'Estrées seigneur de Valieu, la vicomté de Cœuvres, qu'elle lui avait apporté en dot. Puis Antoine d'Estrées (vers 1530-1609) en hérite. Il est le père de Gabrielle d'Estrées, favorite d'Henri IV.
C'est ensuite François-Annibal duc d'Estrées (1573-1670) (le frère de Gabrielle) qui reprend le château. Il gère ses terres de Cœuvres et alentour avec beaucoup d'attention, signe de sa main des baux concernant sa ferme du Grand Murger à Pouy, maison à Cutry, moulin à papier de Pont-Archer, etc. En 1608, il entretient et embellit le château par des peintures de plafonds, lambris et panneaux, confiés au peintre Thomas Blondeau.
Il transmet ce domaine à son fils Jean Comte d'Estrées (1624-1707) et lui-même à sa fille Marie d'Estrées (1663-1741) mariée à Michel François Le Tellier, marquis de Louvois (1663-1721). C'est donc leur fils Louis Charles César Le Tellier (1695-1771) qui en reprend la charge.
En 1771 étant sans héritier direct, il lègue par testament ces biens mobiliers et immobiliers à son neveu par alliance, sa nièce Félicité Louise Le Tellier étant décédée en 1768, c'est son époux Louis Alexandre Céleste d'Aumont, duc de Villequier qui en devient propriétaire.
Premier gentilhomme de la chambre de Louis XVI, il organise la fuite de Varennes. Après l'échec de cette opération il fuit Cœuvres et se réfugie à Bruxelles. Le château et l'intégralité du domaine sont saisis comme biens nationaux et divisés en 4 lots, mais à la suite de la Révolution, il est en ruine.
En 1823, ces 4 lots sont rachetés par Charles-Raymond Degranges (1797-1873), également connu sous le nom Edmond Degranges (fils), le gendre de Thomas de Colmar. Par ordonnance royale de 1826, Charles-Raymond Degranges est autorisé à ajouter à son nom "Rancy". Il se fait alors nommer Charles Raymond de Grange de Rancy. Avec sa femme Charlotte, il a deux enfants, Caroline-Frasquita-Joséphine-Claire (1830-1902) et Neulif-Charles-Raoul-Edmond (1832-1890).
La propriété revient ensuite à sa fille Claire, qui épouse en 1857 le comte Alexis-Bénigne-Louis de Bertier de Sauvigny (1814-1883), le grand-fils de Louis-François Bertier de Sauvigny.
Au décès de son père dans le château, leur fils Albert de Bertier de Sauvigny en prend possession. Albert est cousin éloigné de Pierre de Coubertin et membre du comitié internationale olympique entre 1904-1920.
Le 21 septembre 1914, le château est investi par l'état-major de la 6e armée, et le général Maunoury occupe le salon du rez-de-chaussée. Pendant les quatre années de guerre, le château sera occupé successivement par de nombreux et divers régiments, "ambulances" et sections d'infirmiers, et logera des services chirurgicaux.
Lors des combats de fin juin et juillet 1918, lors de la 2e bataille de la Marne, il se livre à Cœuvres d'intenses combats préparés par d'importants tirs d'artillerie et de combats de chars. Le château, comme le village est en ruine.
Le comte Albert de Bertier de Sauvigny, propriétaire du château et maire du village au cours de la Première Guerre mondiale, apporte de façon documentée son témoignage de ces années difficiles dans son livre Pages d'Histoire Locales édité par l'Association Soissonnais 14-18. Les communs du château sont inscrits au titre des monuments historiques en date du 28 juin 1927.

## Description

Aperçus du château
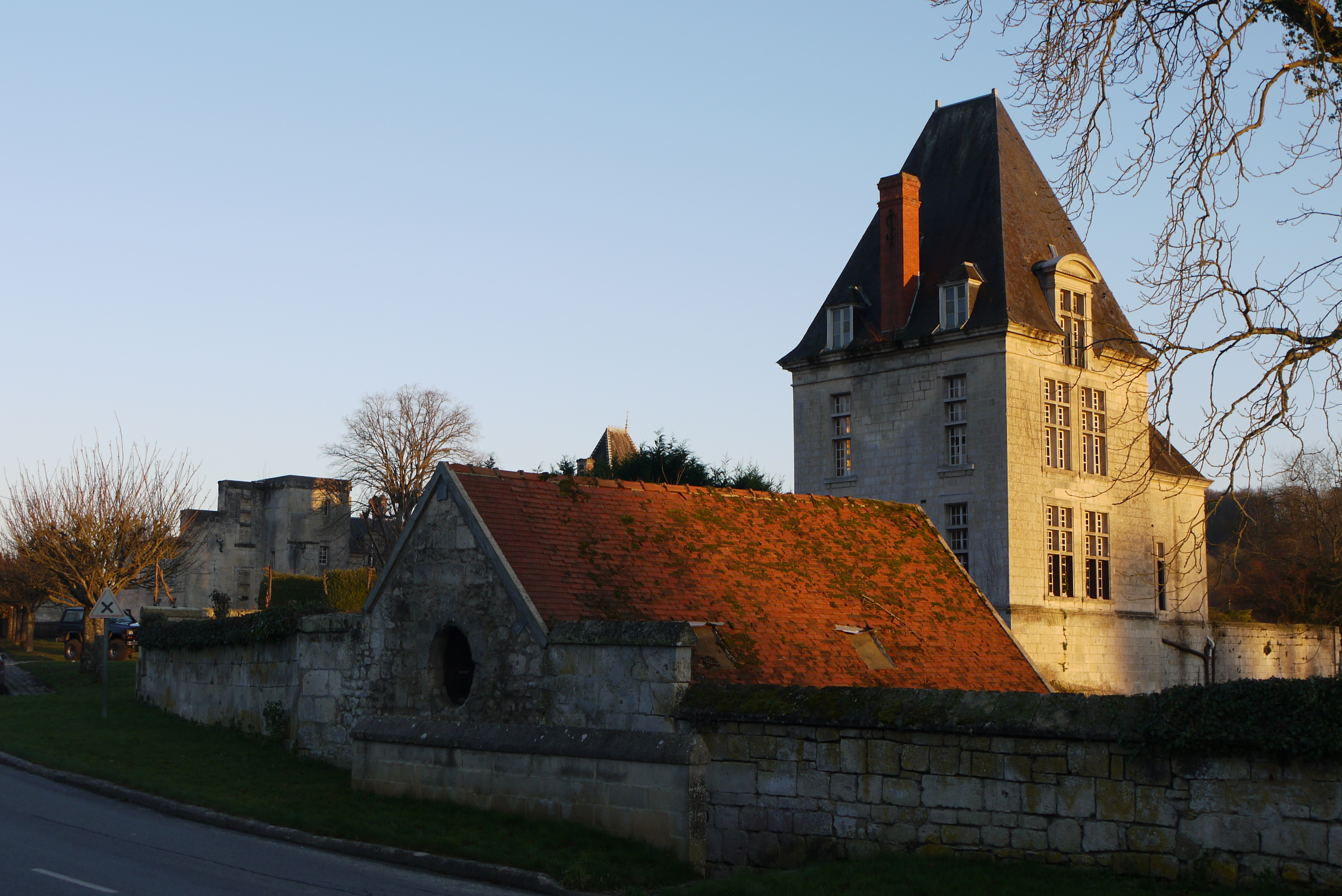
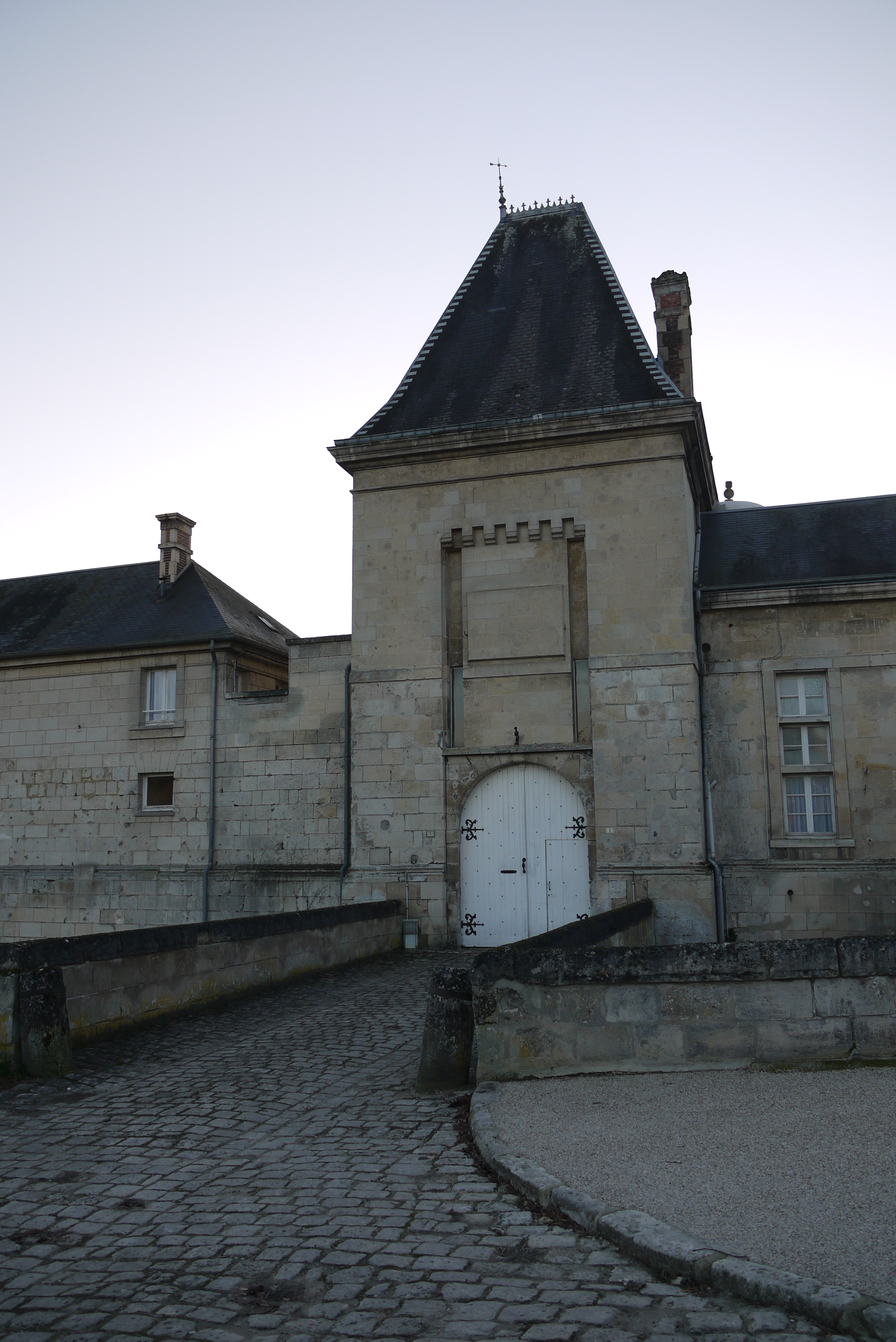
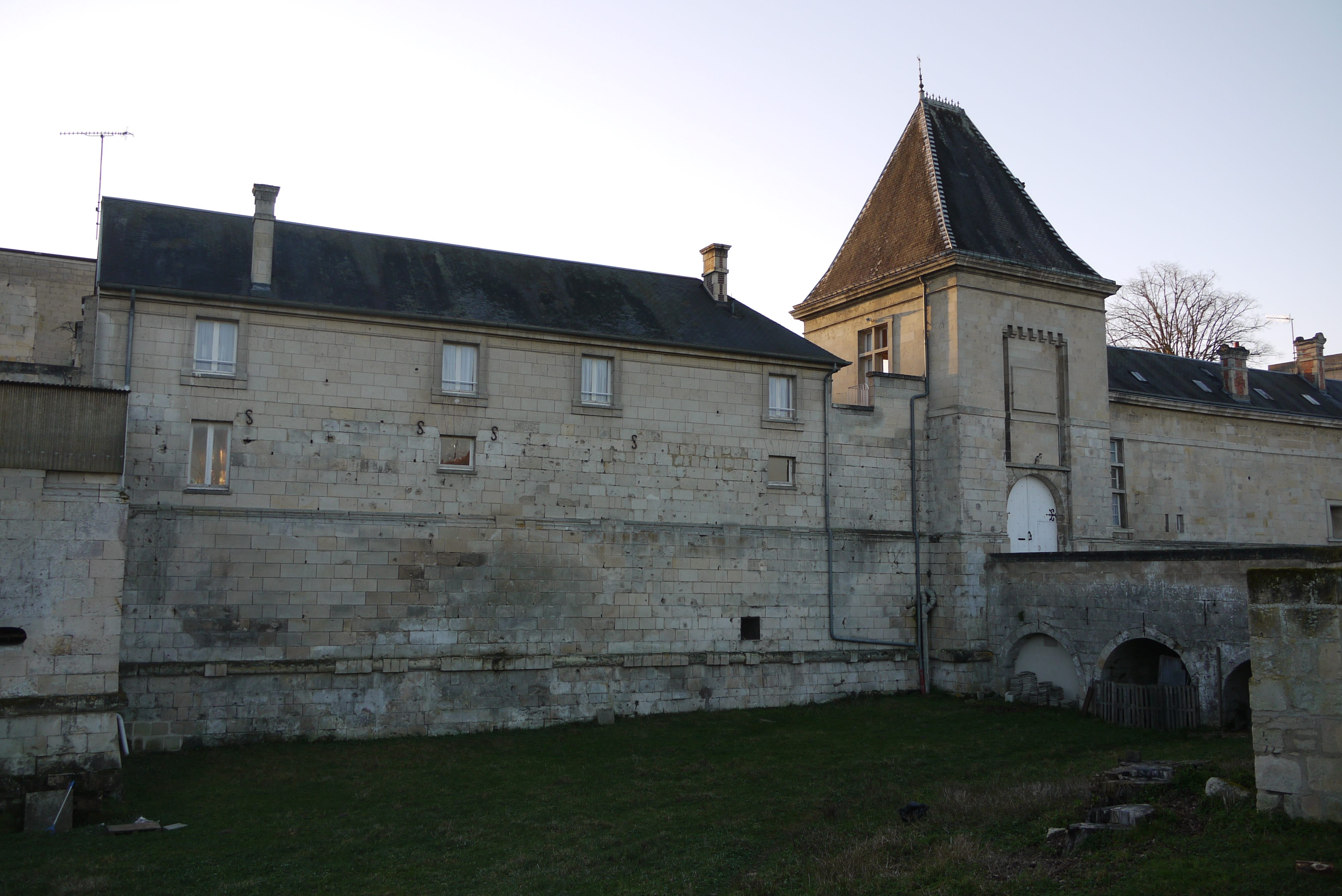
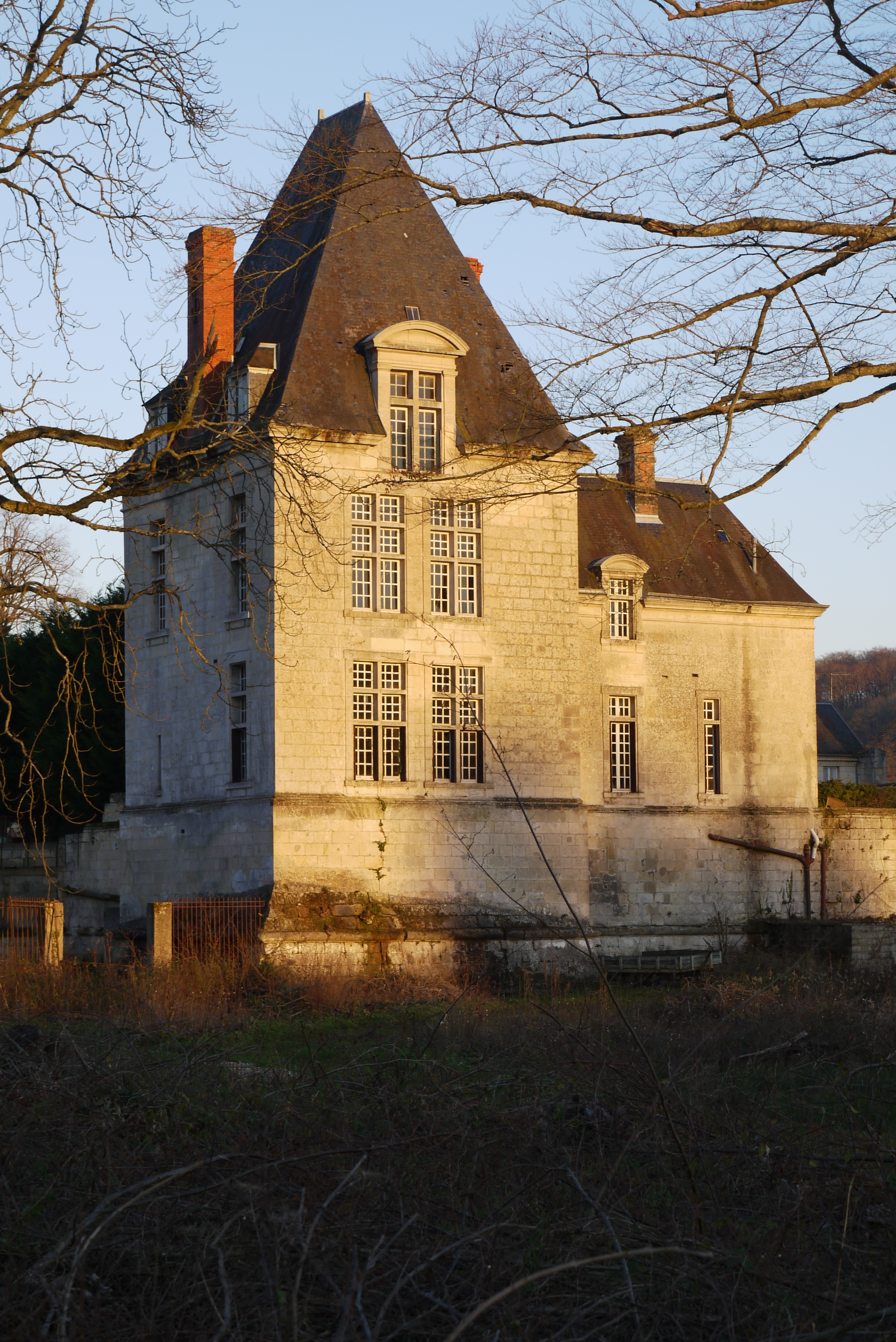